# Palmeira (Itaguaçu)
Palmeira é um distrito do município de Itaguaçu, no Espírito Santo. O distrito possui  cerca de 1 400 habitantes e está situado na região central do município.